# پاندای کونگ‌فوکار ۳
پاندای کونگ‌فوکار ۳ (انگلیسی: Kung Fu Panda 3) فیلم پویانمایی کمدی رزمی محصول سال ۲۰۱۶ است که به‌وسیلهٔ دریم‌ورکس انیمیشن، گروه فیلم چین، اورینتال دریم‌ورکس
و ژانگ مینگ یو یینگ فیلم ساخته شده و به‌وسیلهٔ فاکس قرن بیستم توزیع شده است. این فیلم سومین قسمت از مجموعه پاندای کونگ‌فوکار و دنبالهٔ پاندای کونگ‌فوکار ۲ (۲۰۱۱) به‌شمار می‌رود. این فیلم توسط جنیفر یو نلسون و آلساندرو کارلونی (نخستین تجربهٔ کارگردانی بلند او) کارگردانی شده و فیلم‌نامه به‌دست تیم نویسندگی جاناتان ایبل و گلن برگر نوشته شده است.
جک بلک، داستین هافمن، آنجلینا جولی، لوسی لیو، ست روگن، دیوید کراس، جیمز هنگ و جکی چان نقش‌های خود از فیلم‌های پیشین را تکرار می‌کنند و رندل دوک کیم با نقش اوگوِی از فیلم نخست بازمی‌گردد. برایان کرانستون، جی. کی. سیمونز و کیت هادسن به‌عنوان بازیگران جدید به آن‌ها ملحق می‌شوند. در این فیلم، پو دوباره با پدر اصلی خود دیدار می‌کند و وجود یک دهکده مخفی پانداها را کشف می‌کند، اما به‌زودی باید مهارت چی را یاد بگیرد و پانداها را برای مبارزه با ژنرال کای که قصد نابودی میراث اوگوِی را دارد، آماده کند. این فیلم به نانسی برنستین تقدیم شده است که در مقام مدیر تولید دریم‌ورکس انیمیشن فعالیت کرد و در سپتامبر ۲۰۱۵ بر اثر سرطان روده بزرگ درگذشت.
پاندای کونگ‌فوکار ۳ نخستین بار در سالن نمایش چینی گرامن در لس آنجلس در ۱۶ ژانویه ۲۰۱۶ به نمایش درآمد. نسخه‌ای محدود در چین در تاریخ ۲۳ ژانویه، برای یک پیش‌نمایش سه ساعته ویژه، نمایش داده و در ۲۹ ژانویه در ایالات متحده به صورت سه‌بعدی منتشر شد. این فیلم ۵۲۱ میلیون دلار در سراسر جهان به‌رغم بودجهٔ ۱۴۵ میلیون دلاری خود به دست آورد و به دومین فیلم پرفروش اکران شده در ماه ژانویه (پس از تک‌تیرانداز آمریکایی) تبدیل شد. این فیلم به‌طور کلی نقدهای مثبتی دریافت کرد. اجماع منتقدان در راتن تومیتوز، جلوه‌های بصری و سبک روایت فیلم را ستود. یک مجموعه پویانمایی اسپین‌آف از ۱۶ نوامبر ۲۰۱۸ تا ۴ ژوئیه ۲۰۱۹ در آمازون پرایم ویدئو پخش شد. چهارمین فیلم این مجموعه، پاندای کونگ‌فوکار ۴، در سال ۲۰۲۴ منتشر شد.

## خلاصه داستان
پو (جک بلک) که پس از گذراندن تمرین‌های طاقت‌فرسای استاد شیفو (داستین هافمن) توانسته به یک جنگجوی کامل تبدیل شود، به پاندای دیگری به نام لی (برایان کرانستون) برمی‌خورد. پاندایی که به دنبال فرزند گمشده‌اش می‌گردد و این فرزند گمشده کسی نیست جز پو. پس از این آشنایی، لی توضیح می‌دهد که شن طاووس نتوانسته تمام پانداها را به قتل برساند و عده‌ای از آنها زنده مانده‌اند و در مکانی مخفی در حال زندگی هستند. پو باید مهارت چی را یاد بگیرد و پانداها را برای مبارزه با کای (جی.کی. سیمونز)، جنگجویی که قصد نابودی میراث اوگوی را دارد، آماده کند.

## صداپیشگان
- جک بلک در نقش پو
- آنجلینا جولی در نقش ببری
- داستین هافمن در نقش استاد شیفو
- لوسی لیو در نقش افعی
- ست روگن در نقش مانتیس
- جکی چان در نقش میمون
- جی. کی سیمونز در نقش کای
- برایان کرانستون در نقش لی
- جیمز هنگ در نقش آقای پینگ
- دیوید کراس
- ربل ویلسون
- مدس میکلسن